# David Lloyd Kreeger
David Lloyd Kreeger (1909–1990) fue un filántropo estadounidense del mundo del arte que recibió  la Medalla Nacional de las Artes de 1990.

## Biografía
Kreeger nació en 1909, de padres judíos que emigraron de Rusia y se establecieron en Highland Park, Nueva Jersey, donde regentaban una pequeña tienda de comestibles.
Murió en Washington D. C. a la edad de 81 años, tras batallar contra el cáncer de cuello. Vivió en Foxhall Road NW desde 1968 con su esposa  Carmen Kreeger, de nacimiento Matanzo y Jaramillo (1909–2003). La pareja tuvo dos hijos: una niña, Carol, y un niño, Peter. Los Kreeger encargaron al arquitecto Philip Johnson el diseño de su mansión familiar, que fue simultáneamente el lugar de exhibición de su colección, y se convirtió posteriormente en el Museo Kreeger. Su construcción costó $ 1.9 millones.[cita requerida]

## Amante del arte
Los Kreeger compraban obras de arte porque les gustaban, no por sus posibles oportunidades de inversión. Kreeger explicó que: "Lo compré por amor y tuve suerte. El arte que encarna el espíritu creativo del hombre trasciende el valor del dinero”. Su colección de arte contenía obras de los artistas más famosos de los siglos XIX y XX, incluidos Degas, Renoir, Van Gogh, Picasso y Kandinsky. Su colección de arte se abrió al público en 1994 en su antigua casa, que se inauguró como el Museo Kreeger.

## Negocios
Además de ser un mecenas del arte, Kreeger tuvo éxito en sus negocios comerciales. Por ejemplo, fue presidente y director ejecutivo de GEICO, así como presidente de la Corcoran Gallery of Art. Comenzó su carrera como abogado de práctica privada en Newark, luego se unió al equipo legal del Departamento de Agricultura. De allí pasó al Departamento del Interior y en 1941 se convirtió en Asistente Especial del Fiscal General. Permaneció en el Departamento de Justicia hasta 1946, cuando se trasladó a Washington para retomar su trabajo en el ejercicio privado de la abogacía.

## Labor filantrópica
Junto con su esposa, Kreeger dedicó tiempo y recursos para "desarrollar el talento artístico", patrocinando concursos universitarios de arte, donando los Premios Kreeger a la Creatividad de la Universidad Católica. Además, dio su nombre a tres edificios que ayudó a levantar con su generosidad: el Teatro Kreeger en Arena Stage, el Edificio Kreeger para la Música  en la Universidad Americana y el Auditorio Kreeger en la Galería de Arte Corcoran. También contribuyó a la Orquesta Sinfónica Nacional, la Ópera de Washington, la Galería de Arte Corcoran y el Centro John F. Kennedy para las Artes Escénicas.
Kreeger también formó parte de las juntas directivas del Arena Stage, Dumbarton Oaks, la Universidad de Georgetown, el Instituto de Música Peabody y la Galería Nacional ; administrador emérito de la Universidad Americana y vicepresidente nacional del Comité Judío Americano. Kreeger también fue durante muchos años presidente de la Junta de Síndicos de la Ópera de Washington. El escenario del proscenio de Arena State lleva su nombre en su honor.

## Educación
Kreeger se graduó de Rutgers en 1929 y fue incluido en el Rutgers Hall de Alumnos Distinguidos  en 1988. Se graduó en la Facultad de Derecho de Harvard en 1932 con altos honores. Durante su tiempo en Harvard, fue editor de The Law Review (Revista de Leyes)

## Premios Kreeger
Los Premios David Lloyd Kreeger en Bellas Artes se otorgaron entre 1986 y 1991. Kreeger los creó para “generar  entre los estudiantes de la Universidad de Georgetown interés en el trabajo creativo”. Se otorgaron siete premios a la excelencia en cada uno de los siete campos del plan de estudios del Departamento de Bellas Artes de Georgetown ( dibujo, pintura, grabado, escultura, historia del arte, música y teatro ). También se creó el "Purchase Award"  Especial a la Excelencia.